# Liste des rois des Uí Cheinnselaigh
Les rois des Uí Cheinnselaigh sont une branche de la dynastie des rois de Laigin qui dominaient le sud-est de la province comme souverains semi-autonomes avant de capter de manière permanente le titre de roi de Leinster en 1042 avec Diarmait mac Mail na mBo le fils de Donnchad Mael na mBó.
La liste suivantes des rois issus des Uí Cheinnselaigh est établie à partir des durées des règnes relevées dans le "Livre de Leinster" et des entrées des Annales d'Ulster et des Annales des quatre maîtres.

## Rois desUí Cheinnselaigh
- Bresal Bélach mac Fiacha ba Aiccíd mac Cathair Mór mort en 435
- Énnae Cennsalach
- Crimthann mac Énnai roi de Laigin, tué en 483 à la Bataille d’Ocha.
- Finnchad mac Deagh
- Fraoch mac Finnchaidh mort en 493
- Nath Í mac Crimthainn
- Óengus mac Feidlimid mac Ennai
- Fáelán Senchustul
- Éogan Cáech mac Nath Í
- Muiredach mac Óengusa
- Fáelán mac Síláin
- Echu mac Muiredaig (en)
- Forannán mac Máel Udir
- Brandub mac Echach roi de Laigin, (mort en 605).
- Conall mac Aedo
- Crimthann mac Oilioll
- Donnchad mac Conaill
- Rónán Mac Colmáin roi de Laigin, (mort en 624.
- Crundmáel Bolg Luatha mac Áedo (mort en 628)
- Colgu Bolg Luatha mac Crundmaíl (mort en 647)
- Crundmáel Erbuilc mac Rónáin roi de Laigin,(mort en 656).
- Cummascach mac Rónáin (mort en 672)
- Colum mac Iespre mort en 711
- Bran ua Máele Dúin (mort en 712)
- Cú Chongelt mac Con Mella (mort 717)
- Laidcnén mac Con Mella (mort en 727)
- Élothach mac Fáelchon (mort en 734)
- Áed mac Colggen (mort en 738)
- Sechnassach mac Colggen (mort en 746/747)
- Cathal Ua Cináeda (mort en 758)
- Donngal mac Laidcnén (mort en 761)
- Dub Calgaid mac Laidcnén (mort en 769)
- Cennselach mac Brain (mort en 770)
- Eterscél mac Áeda (mort en 778)
- Cairpre mac Laidcnén (mort en 793)
- Cú Chongelt mac Cathal roi en 809
- Cellach Tosach mac Donngaile (mort en 809)
- Cathal mac Dúnlainge (mort en 819)
- Cairpre mac Cathail (mort en 844)
- Echthigern mac Guaire (mort en 853)
- Flannacan mac Faelan roi en 853
- Cellach mac Guaire (mort en 858)
- Tadg mac Diarmata (mort en 865)
- Donnacán mac Cétfada (mort en 869)
- Cairpre mac Diarmata (mort en 876)
- Dunghal mac Faolan mort en 878
- Riacán mac Echtigern (mort en 893)
- Fáelán mac Guaire (mort en 894)
- Dub Gilla mac Etarscéoil (mort en 903)
- Tadg mac Fáeláin (mort en 922)
- Cináed mac Cairpri (mort en 933)
- Bruatur mac Duibgilla (mort en 936)
- Cellach mac Cináeda (mort en 947)
- Echtigern mac Cináeda (mort en 953)
- Donnchad mac Taidg (mort en 965)
- Domnall mac Cellaig (mort en 974)
- Máelruanaidh mac Domnaill roi en 974.
- Donnchad mac Cellaig
- Muiredach mac Riain (mort en 978)
- Bruatar mac Echtigern (mort en 982)
- Diarmait mac Donnchada (mort en 996)
- Donnchad Máel Na Mbó (mort en 1006)
- Mael Morda mac Lorcáin (mort en 1024)
- Tadg mac Lorcáin  (Uí Muiredaig ?) mort en 1030